# Septemvrijtsi (distrikt i Bulgarien, Montana)
Septemvrijtsi (bulgariska: Септемврийци) är ett distrikt i Bulgarien.   Det ligger i kommunen Obsjtina Văltjedrăm och regionen Montana, i den nordvästra delen av landet, 100 km norr om huvudstaden Sofia.
Trakten runt Septemvrijtsi består till största delen av jordbruksmark. Runt Septemvrijtsi är det ganska glesbefolkat, med 38 invånare per kvadratkilometer.